# Djupsjöbrännan
Djupsjöbrännan är ett naturreservat i Åsele kommun i Västerbottens län.
Området är naturskyddat sedan 2017 och är 23 hektar stort. Reservatet består av granar och storväxta tallar.